# Achun
Achun este o comună în departamentul Nièvre din centrul Franței. În 2009 avea o populație de 145 de locuitori.

## Evoluția populației
| An        | 1975 | 1982 | 1990 | 1999 | 2006 | 2009 |
| --------- | ---- | ---- | ---- | ---- | ---- | ---- |
| Populație | 201  | 177  | 174  | 170  | 151  | 145  |